# Thomas Whitford
Pour les articles homonymes, voir Whitford.
Thomas Whitford (dit Tom), né le 15 septembre 1971 à Birmingham (Angleterre), est un joueur anglais de rugby à XV qui évoluait au poste de centre (1,84 m pour 92 kg).

## Biographie
En 2007, après avoir mis un terme à sa carrière de joueur, il devient team manager du Rugby club toulonnais. Il sert notamment d'interprète officiel et de relais entre les joueurs anglophones et le staff. Il travaille avec les différents managers successifs : Tana Umaga, Philippe Saint-André, Bernard Laporte, Diego Dominguez, Mike Ford et Fabien Galthié. En 2018, il quitte Toulon et rejoint le Montpellier Hérault rugby, toujours au poste de team manager, au sein du staff de Vern Cotter.

## Carrière
- 1995-1996 : Université de Cambridge  Angleterre
- 1996-1999 : Richmond FC  Angleterre
- 1999-2001 : USA Perpignan  France
- 2001-2007 : RC Toulon  France

## Palmarès

### En club
- Champion de France de Pro D2 : 2005
- Quart-de-Finaliste du Championnat de France : 2000, 2001
- Demi-Finaliste de la Coupe d'Angleterre : 1998

### En équipe nationale
- Équipe d'Angleterre A[réf. nécessaire]
- Équipe d'Angleterre universitaire[réf. nécessaire]
- Équipe d'Angleterre junior[réf. nécessaire]
- Barbarians britanniques[réf. nécessaire]